# Paraplectana tsushimensis
Paraplectana tsushimensis là một loài nhện trong họ Araneidae.
Loài này thuộc chi Paraplectana. Paraplectana tsushimensis được miêu tả năm 1960 bởi Yamaguchi.